# 西铁营站
西铁营站是一个位于中国北京市丰台区右安门街道凉水河南侧，玉林南路与京开东路交叉口东侧，属于北京地铁14号线的地铁车站。因丽泽商务区站进场滞后，14号线分东、西两段运营，本站暂不开通，直至2021年12月31日才开通运营。

## 车站结构

### 车站楼层
| 地面层          | 出入口                     | C—D出入口                        |
| 地下一层 站厅层 | 站厅                       | 安全检查、自动售票机、进出站闸机 |
| 地下二层 站台层 |                            | █ 14号线往张郭庄（菜户营）       |
| 地下二层 站台层 | 岛式站台，左側開门         |                                  |
| 地下二层 站台层 | █ 14号线往善各庄（景风门） |                                  |

### 站厅

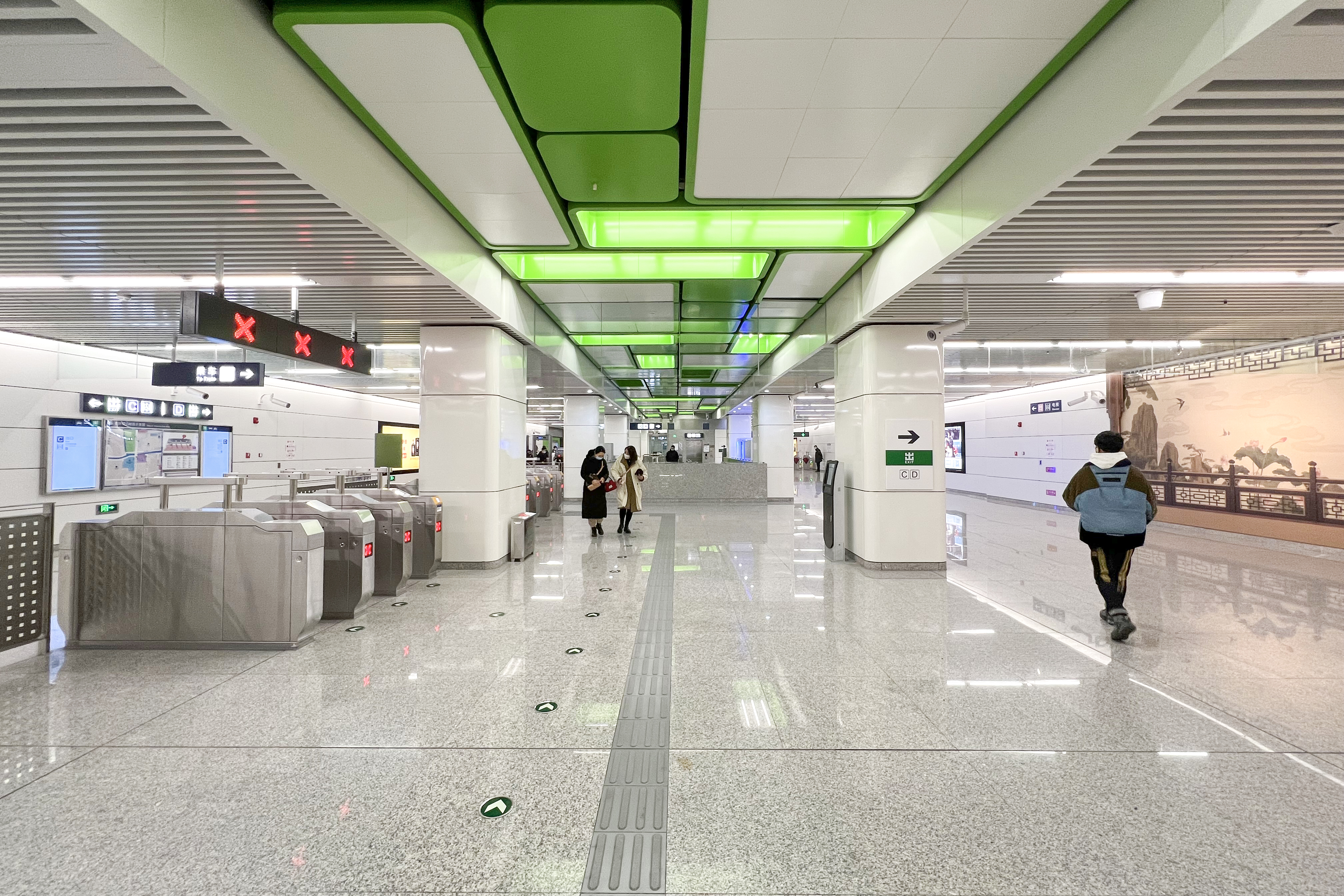
站厅

本站的站厅层布置有中央美术学院雕塑系研究生向昱设计的壁画《西营雅趣》，通过对古典家具、盆景等中国传统文化元素的运用，再现古代京城文人雅士祥和、淡雅的生活情趣。

### 出入口
本站在东西两侧分别设有C、D两个出入口，其中C口配备直梯，D口有通往西铁营万达广场的通道。
|                       |            |                                                                          |      |                |
| 编号                  | 指示       | 建议前往的目的地                                                         | 图片 | 无障碍设施图片 |
| 出口 · C · 升降机标志 | 西铁营中路 | 北京西铁营万达广场                                                       |      |                |
| 出口 · D              | 京开东路   | 北京西铁营万达广场、首都医科大学、佑安医院、北京市残疾人联合会、昆仑中心 |      | 不適用         |
| 註： 設有             |            |                                                                          |      |                |